# Gälnans naturreservat
Gälnans naturreservat är ett naturreservat i Österåkers kommun i Stockholms län.
Området är naturskyddat sedan 1974 och är 8,7 hektar stort. Reservatet omfattar södra delen av Grönskären och de små öarna Mjölingsören och Bergskäret i Gälnan. Reservatet består av gles lövskog med någon tall och partier av hällmarkstallskog samt ett mindre alkärr.